# Anders Eggen
Anders Eggen (16 dicembre 1958) è un ex calciatore norvegese, di ruolo portiere.

## Carriera

### Club
Eggen giocò nel Rosenborg dal 1980 al 1981. Esordì nella 1. divisjon il 12 maggio 1980, quando fu titolare nel pareggio per 1-1 contro il Viking.

### Nazionale
Conta 2 presenze per la Norvegia under 21. Debuttò il 7 giugno 1979, nel pareggio per 2-2 contro la Scozia under 21.